# Sharath in Copenhagen
|  | Denne artikel er oprettet af botten PalnaBot ud fra en ekstern database. Den kan derfor have sproglige fejl eller mangler. Denne skabelon kan fjernes efter kontrol af indholdet. |

Sharath in Copenhagen er en film med ukendt instruktør.

## Handling
Filmen viser yogaworkshoppen, som Astanga Yoga Copenhagen afholdt i august 2009 med yogamesteren Sri R. Sharath Jois fra KPJAYI i Mysore. Workshoppen havde deltagelse af mere end 150 entusiastiske astanga yogier fra hele Skandinavien. Filmen er bygget op om Sharaths budskab om yoga og suppleret med billederne fra den fysiske yogapraksis, som foregik hver morgen i Kong Frederik c. IX'd hal fra kl. 7-9 på Nørre Allé.